# Wallace Monument

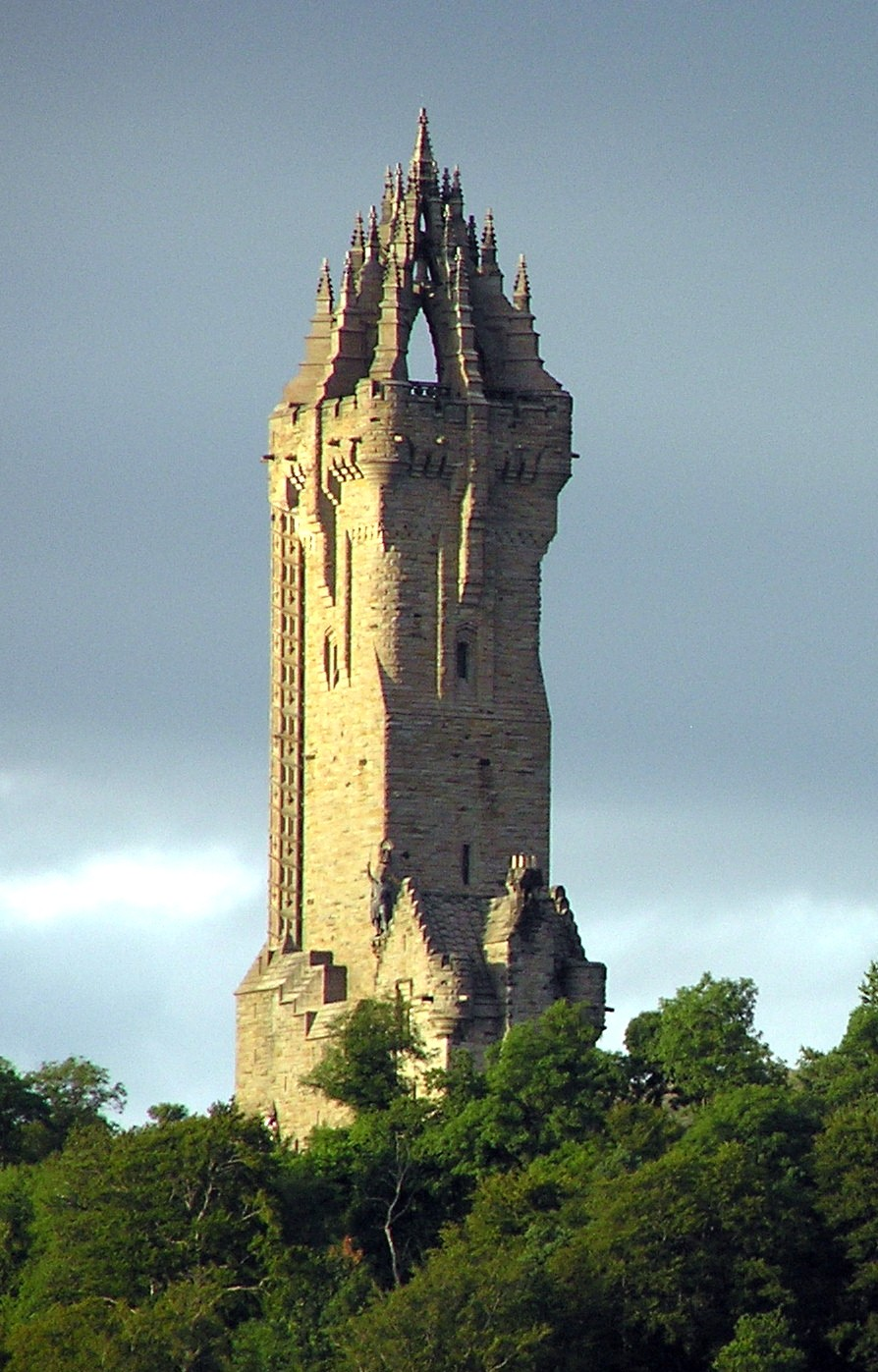
Das Wallace-Monument

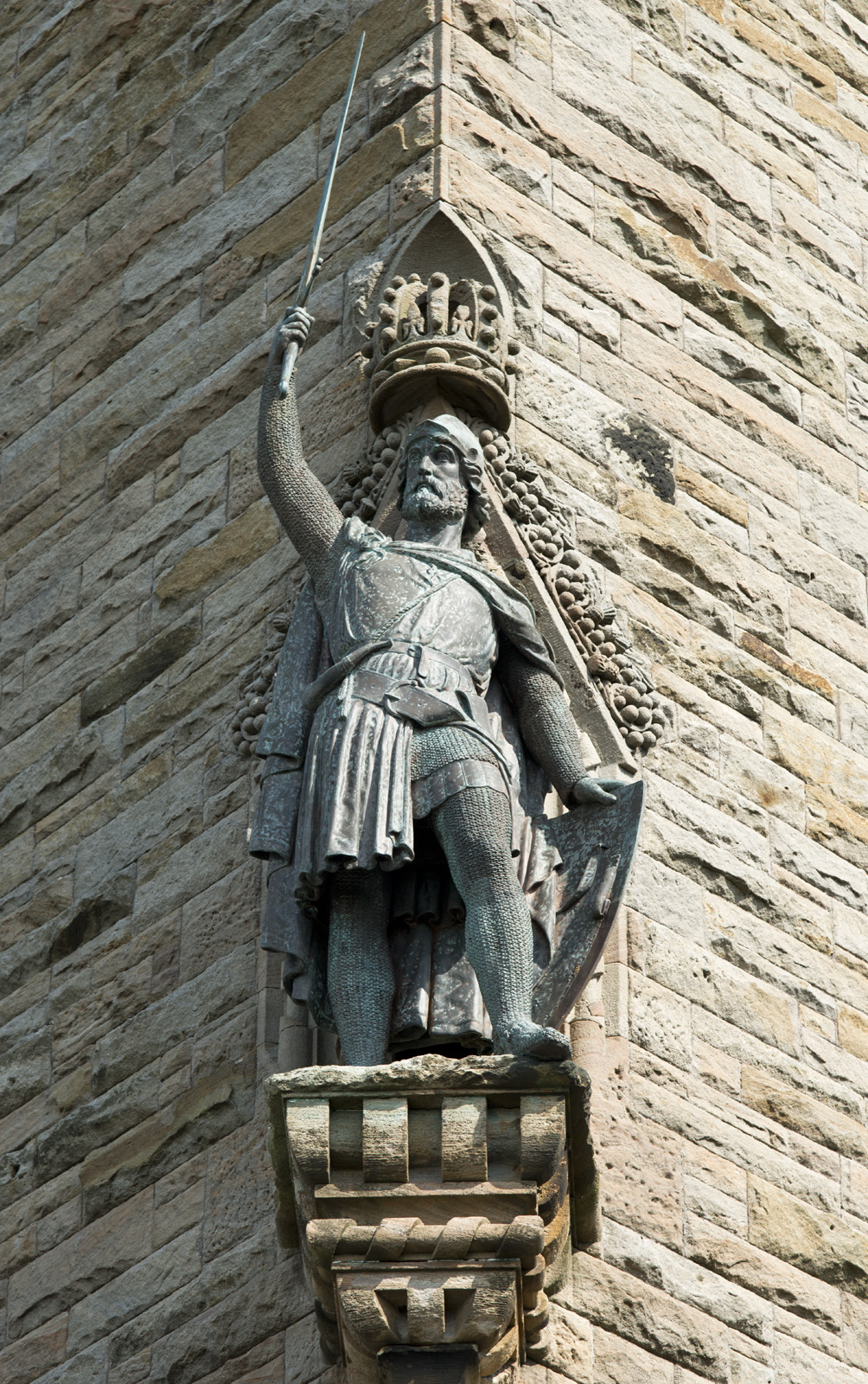
Statue von Wallace an einer Ecke des Turmes

Das Wallace Monument ist ein 67 m hoher vierkantiger Turm, welcher 1869 bei Stirling, Schottland, zum Gedenken an den Freiheitskämpfer William Wallace errichtet wurde.

## Lage und Geschichte
Der im neugotischen Stil erbaute Turm befindet sich 1,5 km nordöstlich von Stirling auf dem Berg Abbey Craig an der Straße nach Dunbley. Angeblich soll Wallace von diesem Hügel aus die englische Armee beobachtet haben, ehe er die schottischen Truppen beim Angriff befehligte. Die Bauzeit betrug acht Jahre. Ortsansässige behaupten, man habe den Turm als Attraktion für englische Touristen erbaut.

## Museum
Das Wallace Monument beherbergt ein ganzjährig geöffnetes Museum mit Informationen zur Schlacht von Stirling Bridge und zu bekannten schottischen Persönlichkeiten. Gleich neben der Eingangstür trifft man auf eine lebensgroß nachgebaute Figur des Freiheitskämpfers, die zu einer Figur des englischen Königs sagt: „Du hast zwar meinen Körper, aber niemals meine Loyalität und meinen Respekt.“
Im ersten Stock befindet sich der William Wallace Talking Head, eine 3D-Animation, die dem Besucher die Geschichte von William Wallace und der Schlacht von Stirling Bridge erzählt. Außerdem ist dort William Wallaces Schwert ausgestellt. Nach dem Film Braveheart verzeichnete das Wallace Monument eine Verdreifachung der Besucherzahlen.
Stockwerk 2 beherbergt die „Hall of Heroes“: eine Ausstellung zu anderen schottischen Persönlichkeiten, insbesondere jenen des 20. Jahrhunderts. Noch eine Etage höher wird die Geschichte des Monuments selbst erzählt. Außerdem wird gezeigt, wo in der Welt es noch Denkmale für William Wallace gibt.
Eine Aussichtsplattform, genannt The Crown, befindet sich oben am Turm und bietet Aussicht auf Stirling und das Stirling Castle.